# Света Луција на Летњим олимпијским играма 2004.
Светој Луцији је ово било треће учешће на Летњим олимпијским играма. На Олимпијским играма 2004., у Атини учествовала је са двоје учесника (1 мушкарац и 1 жене), који су се такмичили у 2 индивидуална спорта.
Заставу Свете Луције на свечаном отварању Олимпијских игара 2004. носио је атлетичар Зеферинус Џозеф.
Најмлађа учеснца у екипи била је пливачица Наташа Сара Џорџиос са 17 година и 9 дана, што је ујдено била и најмлађи учесник Свете Луције на олимпијским играма до данас.
Олимпијски тим Санта Луције остао је у групи земаља које нису освојиле ниједну медаљу.

## Спортисти Свете Луције по дисциплинама
| Спорт      | Мушкарци | Жене | Укупно |
| ---------- | -------- | ---- | ------ |
| Атлетика   | 1        | 0    | 1      |
| Пливање    | 0        | 1    | 1      |
| Укупно (2) | 1        | 1    | 2      |

## Атлетика

#### Мушкарци
| Атлетичар лични рекорд | Дисциплина | Квалификације | Квалификације | Полуфинале | Полуфинале | Финале   | Финале  | Детаљи        |  |
| Атлетичар лични рекорд | Дисциплина | Резултат      | Место         | Резултат   | Место      | Резултат | Место   | Детаљи        |  |
| ---------------------- | ---------- | ------------- | ------------- | ---------- | ---------- | -------- | ------- | ------------- |  |
| Зеферинус Џозеф 5,70   | маратон    | 2:16:06 НР    |               |            |            |          | 2:44:19 | 80 / 81 (101) |  |

## Пливање

#### Жене
| Пливачица           | Дисциплина   | Група   | Група     | Полуфинале        | Полуфинале        | Финале            | Финале  | Детаљи |
| Пливачица           | Дисциплина   | Време   | Пласман   | Време             | Пласман           | Време             | Пласман | Детаљи |
| ------------------- | ------------ | ------- | --------- | ----------------- | ----------------- | ----------------- | ------- | ------ |
| Наташа Сара Џорџиос | 100 м делфин | 1:07,94 | 5. у гр 1 | Није се пласирала | Није се пласирала | Није се пласирала | 38 / 38 |        |